# Lee Seung-hoon (rappeur)
Pour l’article homonyme, voir Lee Seung-hoon (boxe anglaise).
Lee Seung-hoon, né le 11 janvier 1992 à Pusan, est un rappeur sud-coréen.

## Biographie
Lee Seung-hoon naît à Pusan, en Corée du Sud, en tant que benjamin de la famille, frère cadet de deux filles. L'absence de son père dans l'enfance de Lee est importante en raison de son métier d'homme d'affaires, installé au Vietnam. Sa sœur aînée déménage également à Séoul quand il est enfant. Lee étudie la danse dès son jeune âge et souhaite rejoindre YG Entertainment depuis son inscription au lycée ; cependant, son intérêt pour la danse entraîne de graves douleurs au dos et contraint Lee à se concentrer sur la chorégraphie plutôt que la danse. Lee s'appuie sur l'acupuncture comme traitement nerveux le long de sa colonne vertébrale,.
Sa carrière musicale débute en 2011 en tant que candidat à la première édition de K-pop Star (2011-2012) où il attire l'attention du directeur du label YG Entertainment, Yang Hyun-suk, qui le fait signer avec son agence. Lee fait ses débuts avec Winner après que le groupe a concouru et a été nommé vainqueur de WIN: Who is Next (2013) le 17 août 2014.